# Saint-Julien-lès-Gorze
 Saint-Julien-lès-Gorze  là một xã của tỉnh Meurthe-et-Moselle, thuộc vùng Grand Est, đông bắc nước Pháp.